# Rhodesiella confluens
Rhodesiella confluens är en tvåvingeart som först beskrevs av Becker 1913.  Rhodesiella confluens ingår i släktet Rhodesiella och familjen fritflugor. Inga underarter finns listade i Catalogue of Life.